# Liste der Baudenkmale in Soltendieck
In der Liste der Baudenkmale in Soltendieck sind alle Baudenkmale der niedersächsischen Gemeinde Soltendieck aufgelistet. Die Quelle der IDs und der Beschreibungen ist der Denkmalatlas Niedersachsen. Der Stand der Liste ist der 13. November 2021.

## Allgemein
In den Spalten befinden sich folgende Informationen:
- Lage: die Adresse des Baudenkmales und die geographischen Koordinaten. Kartenansicht, um Koordinaten zu setzen. In der Kartenansicht sind Baudenkmale ohne Koordinaten mit einem roten Marker dargestellt und können in der Karte gesetzt werden. Baudenkmale ohne Bild sind mit einem blauen Marker gekennzeichnet, Baudenkmale mit Bild mit einem grünen Marker.
- Bezeichnung: Bezeichnung des Baudenkmales
- Beschreibung: die Beschreibung des Baudenkmales. Unter § 3 Abs. 2 NDSchG werden Einzeldenkmale und unter § 3 Abs. 3 NDSchG Gruppen baulicher Anlagen und deren Bestandteile ausgewiesen.
- ID: die Objekt-ID des Baudenkmales
- Bild: ein Bild des Baudenkmales, ggf. zusätzlich mit einem Link zu weiteren Fotos des Baudenkmals im Medienarchiv Wikimedia Commons. Wenn man auf das Kamerasymbol klickt, können Fotos zu Baudenkmalen aus dieser Liste hochgeladen werden:

## Soltendieck

### Einzeldenkmale in Soltendieck
| Lage                                         | Bezeichnung | Beschreibung | ID       | Bild |
| -------------------------------------------- | ----------- | --- | -------- | ---- |
| Bahnhofstraße 2 52° 52′ 29″ N, 10° 45′ 35″ O | Wohnhaus    | Das Haus wurde 1905 als Gasthaus erbaut. Es liegt zentral im Ort in der Nähe des Bahnhofes. Zweigeschossiger Kalksandsteinbau mit Backsteingliederungen unter Satteldach, in Ecklage giebelständig zur Bahnhofstraße. Große Dachüberstände, giebelseitig mit Freigespärren. Ursprünglich Gasthaus von Fr. Veersmann. An der östlichen Traufseite eingeschossiger, traufständiger Anbau unter Satteldach in bauzeitlicher Kubatur, äußerlich stark verändert. Um 1905. | 31096759 | BW   |

## Bockolt

### Einzeldenkmale in Bockolt
| Lage                                       | Bezeichnung               | Beschreibung | ID       | Bild |
| ------------------------------------------ | ------------------------- | --- | -------- | ---- |
| Im Rundling 4 52° 53′ 12″ N, 10° 47′ 15″ O | Wohn-/ Wirtschaftsgebäude | Vierständer-Fachwerkbau mit Backsteinausfachung unter Halbwalmdach, giebelständig zum Dorfplatz im Rundling. Vorschauer. Risalitartiges Zwerchhaus mit offener Loggia im Erdgeschoss, außermittig an der Südseite. Errichtet 1871 (i). | 31096616 | BW   |
| Im Rundling 8 52° 53′ 9″ N, 10° 47′ 11″ O  | Wohn-/ Wirtschaftsgebäude | Vierständerbau in Fachwerk mit Backsteinausfachung; mit Vorschauer unter Halbwalmdach in Ziegelpfannendeckung. Zwerchgiebel zum Hof. Errichtet 1870 (i).                                                                               | 31096633 | BW   |

## Kattien

### Einzeldenkmale in Kattien
| Lage                                         | Bezeichnung              | Beschreibung | ID       | Bild |
| -------------------------------------------- | ------------------------ | --- | -------- | ---- |
| Hermannsplatz 7 52° 51′ 47″ N, 10° 44′ 43″ O | Wohnhaus mit Einfriedung | Zweigeschossiger Massivbau in Backsteinsichtmauerwerk unter Satteldach in Schieferdeckung. Auf Pfeilern ruhender Eingangsrisalit, stuckumrahmte Fenster. Erbaut 1911 (i). Zur Straße gibt es eine bauzeitliche Einfriedung aus Steinpfeilern und einem hölzernen Zaun. | 31096686 | BW   |

## Müssingen

### Einzeldenkmale in Müssingen
| Lage                                             | Bezeichnung                           | Beschreibung | ID       | Bild           |
| ------------------------------------------------ | ------------------------------------- | --- | -------- | -------------- |
| Nördlicher Ortsrand 52° 51′ 38″ N, 10° 49′ 27″ O | Kapelle mit umgebender Feldsteinmauer | Die St.-Michaelis-Kapelle wurde im 14. Jahrhundert aus Feldstein errichtet.                                                    | 31096705 | Weitere Bilder |
| Zur Kapelle 7 52° 51′ 34″ N, 10° 49′ 30″ O       | Wohnhaus                              | Zweigeschossiger Backsteinbau auf L-förmigem Grundriss mit Ornamentfriesen unter ziegelgedecktem Halbwalmdach. Erbaut um 1905. | 31096724 | BW             |

## Thielitz

### Einzeldenkmale in Thielitz
| Lage                                     | Bezeichnung               | Beschreibung | ID       | Bild |
| ---------------------------------------- | ------------------------- | --- | -------- | ---- |
| Eichenring 5 52° 51′ 6″ N, 10° 46′ 38″ O | Wohn-/ Wirtschaftsgebäude | Vierständerbau in Fachwerk mit Backsteinausfachung; mit Vorschauer unter Satteldach bzw. Halbwalmdach. Wirtschaftsgiebel in engmaschigem Gitterfachwerk, Wohnteil zum Teil massiv ersetzt. Errichtet 1827 (i). | 31096776 | BW   |

## Varbitz

### Einzeldenkmale in Varbitz
| Lage                                        | Bezeichnung | Beschreibung | ID       | Bild |
| ------------------------------------------- | ----------- | --- | -------- | ---- |
| Am Eichenhain 4 52° 52′ 48″ N, 10° 48′ 4″ O | Wohnhaus    | Eingeschossiger traufständiger Backsteinbau unter Satteldach mit Drempelgeschoss. Zweigeschossiger Mittelrisalit mit Säulen und zweiflügeliger Eingangstür mit Bleiverglasung unter eigenem Satteldach mit Giebelpfahl und Lambrequin. Erbaut um 1910. | 31096832 | BW   |

## Ehemalige Baudenkmale
| Lage                                                                         | Bezeichnung                                  | Beschreibung | ID | Bild |
| ---------------------------------------------------------------------------- | -------------------------------------------- | ------------ | -- | ---- |
| Bockolt 52° 53′ 11″ N, 10° 47′ 12″ O                                         | Rundlingsdorf mit Eichengruppe im Nordwesten |              |    | BW   |
| Kakau Nr. 1 52° 52′ 5″ N, 10° 46′ 36″ O                                      | Wohnhaus                                     |              |    | BW   |
| Kakau Nr. 6 52° 52′ 1″ N, 10° 46′ 32″ O                                      | Scheune                                      |              |    | BW   |
| Müssingen Nr. 5 52° 51′ 33″ N, 10° 49′ 27″ O                                 | Wohnwirtschaftsgebäude                       |              |    | BW   |
| Thielitz Nr. 4                                                               | Scheune                                      |              |    |      |
| Varbitz Nr. 6 52° 52′ 50″ N, 10° 48′ 7″ O                                    | Wohnhaus                                     |              |    | BW   |
| Varbitz Straßentrapez vor der Sackgasseneinfahrt 52° 52′ 47″ N, 10° 48′ 5″ O | Eichengruppe                                 |              |    | BW   |